# Tygrys balijski
Tygrys balijski, tygrys z wyspy Bali (Panthera tigris balica), w języku indonezyjskim harimau Bali, a w języku balijskim samong – podgatunek tygrysa azjatyckiego, ssaka z rodziny kotowatych, który zamieszkiwał indonezyjską wyspę Bali. Najmniejszy z podgatunków tygrysa.
Ostatni zastrzelony okaz padł 27 września 1937 roku. Możliwe jednak, że kilka tygrysów balijskich dożyło do lat 40. lub nawet 50. XX w. Podgatunek wyginął z powodu utraty siedlisk i polowań.

## Wygląd
Samiec tygrysa balijskiego osiągał 90-100 kg, a samica 65-80 kg. Samice mierzyły maksymalnie 195-200 cm, a samce 220 cm.